# Kirkia acuminata
Kirkia acuminata är en tvåhjärtbladig växtart som beskrevs av Oliver. Kirkia acuminata ingår i släktet Kirkia och familjen Kirkiaceae. Inga underarter finns listade i Catalogue of Life.